# Pseudomyrmex beccarii
Pseudomyrmex beccarii es una especie de hormiga del género Pseudomyrmex, subfamilia Pseudomyrmecinae. Fue descrita por Menozzi en 1935.
Se encuentra en América Central y el norte de América del Sur.